# マクロス ザ・ミュージカルチャー
マクロス ザ・ミュージカルチャー（MACROSS THE MUSICALTURE）は、アニメ「マクロスシリーズ」を題材とした日本のミュージカル作品。2012年10月3日より10月8日まで、東京ドームシティーホールにて全8回公演。

## 概要
「マクロスシリーズ」30周年を迎えた2012年に企画された「マクロス30周年プロジェクト」のひとつ。テレビアニメ『超時空要塞マクロス』の第1話放送（1982年10月3日）から30年目となる2012年10月3日に初日公演が行われた。「歌」が重要な意味を持つ本シリーズにおいては、劇中歌を担当する歌手により各種のコンサートが催されてきたが、ミュージカルの上演は初の試みとなる。
内容は既存のアニメ作品の舞台化ではなく、新たに書き下ろされたオリジナルストーリーとなる。時間設定は『マクロスF』から3年後の2062年。『マクロス7』や『マクロスF』と同じく、市民生活を営みながら宇宙を航行する新マクロス級超長距離移民船団のひとつ「マクロス29（ツーナイン）」が舞台となる。シリーズの伝統である「三角関係」のドラマを織り込み、5人の歌姫が歴代マクロスソングをカヴァーする。舞台表現のライブ感を重視するため、映像配信やソフト化は行わない予定。
ヒロインのさくら・クロフォード役はガールズユニット9nineの吉井香奈恵が演じる。また、30周年プロジェクトの別企画「ミス・マクロス30コンテスト」の「アクトレス・ウイング」部門で審査員特別賞を受賞した片木ゆきがキャストの一員として初舞台を踏む。
なお、製作発表から上演までに主要キャスト2名が変更された。ヴィーゴ役の菊池卓也は広瀬友祐へ交代。シャルロット・マリオン＝グラス役の神田沙也加は急性胃腸炎のため初日公演2日前に降板が発表され、富田麻帆が代役となった。

## ストーリー

### 第一幕
西暦2009年、地球人類は戦闘種族ゼントラーディの襲来により滅亡の危機に瀕したが、伝説の歌姫リン・ミンメイの歌声がゼントラーディの闘争本能を鎮め、和解へと導いた。生き残った地球人とゼントラーディは宇宙移民計画を立案し、銀河系各方面へと移民船団が旅立っていった。
西暦2062年、第29次新マクロス級超長距離移民船団、通称「マクロス29（ツーナイン）船団」は独自の非戦闘主義を貫いていたが、その代償として船団経済は破綻寸前であった。市民の不満の受け皿として、武力再興を唱えるゼントラーディ系組織「ネオ・ゼントラン」が支持を広げており、若き指導者ヴィーゴ・ウォルグリアが次期市長選挙への出馬を表明する。
ヴィーゴの立候補演説を見て、幼なじみのアッシュ・アンダーソンとさくら・クロフォードは戸惑う。かつて3人は踊りと歌に青春を賭けていたが、5年前ネオ・ゼントランの暴動事件に巻き込まれ、アッシュとさくらは夢を諦め、ヴィーゴはふたりの前から姿を消していた。さくらはヴィーゴと再会し、彼がネオ・ゼントランをまっとうな組織に変えようと励んでいることを理解する。しかし、アッシュはネオ・ゼントランへの恨みから、ヴィーゴへのわだかまりを捨てられずにいた。
現市長のセルジュはヴィーゴの人気に焦り、支持率回復の妙案として、船団一の歌姫を決める「ミス・マクロス・コンテスト」の開催を宣言する。さくらはアッシュを励ますためコンテストへの出場を決意する。アッシュと同居するロボットのエル、中華料理店「娘娘」の店長ソニア、ヴィーゴの妹ダリル、市長の娘シャルロットも、それぞれの決意を胸にコンテストに参加する。

### 第二幕
コンテスト当日、5人の出場者たちはミス・マクロスの座をかけ溌溂とパフォーマンスをみせる。しかし、ネオ・ゼントランの副官ゼガンドがヴィーゴを裏切り、コンテスト会場を占拠して市長らを拘束し、力ずくで政権を奪い取ろうとする。アッシュは過去と決別しヴィーゴを救おうとするが、ゼガンドの手下に捕らえられてしまう。
そんな窮地において、さくらが発した渾身の歌声がネオ・ゼントランの心を震わせ、闘争本能を鈍らせる。歌姫たちのハーモニーが加勢して形勢は逆転し、アッシュとヴィーゴは乱闘劇の末にゼガンドを組み伏せる。
ヴィーゴは組織の責任を取ろうとするが、セルジュ市長は罪滅ぼしのためともに働くよう提案。ミス・マクロス・コンテストを再び開催し、ほかの移民船団に売り出して、エンターテインメントで経済を活性化しようとする。アッシュとヴィーゴはバックダンサーとしてコンビを復活しようと約束し、さくらは「わたしの歌で銀河を震わせてみせる!」と誓う。

## 登場人物・キャスト

### 主要人物
ヴィーゴ・ウォルグリア (Vigo Walgria)
演 - 広瀬友祐
本作の主人公。理想に燃えるネオ・ゼントランの若きリーダー。ゼントラーディの血を引く屈強な身体と精悍な顔立ちながら、内面には優しさを秘めている。
アッシュとさくらは幼なじみで、学生時代は相棒のアッシュと共にダンサーを目指していた。5年前の暴動事件後、アッシュの仇討ちのつもりでネオ・ゼントランに加わったが、同じ悲劇を繰り返さないよう組織の内部改革に努め、リーダーとして政界進出を目指すところまで来た。
アッシュ・アンダーソン (Ash Anderson)
演 - 土屋シオン
娘娘飯店でアルバイトをする若者。首にヘッドホンをかけ、左脚にはダイナム超合金の義足をつけている。機械いじりが得意で、スクラップ置き場に住んでいる。
かつては銀河一のダンサーになることを目指していたが、5年前にネオ・ゼントランの暴漢に撃たれそうになったさくらをかばおうとして片脚を失う。普段は陽気にふるまっているが、心中に夢を諦めたことへの挫折感を抱えている。
さくら・クロフォード (Sakura Crawford)
演 - 吉井香奈恵
ピンク色の髪をもつ天真爛漫な女性。娘娘飯店の常連客で、アッシュとは口喧嘩が絶えない。
以前はリン・ミンメイのような歌手になることを夢見ていたが、5年前の暴動事件で自分をかばったアッシュが片脚を失ったことを悔やみ、それ以来歌が歌えなくなった。ヴィーゴに勇気づけられ、自分とアッシュの夢を取り戻すためミス・マクロス・コンテスト出場を決心する。

### ミス・マクロス・コンテスト出場者
ダリル・ウォルグリア (Daryl  Walgria)
演 - 上杉梨紗
ヴィーゴの妹。髪はプラチナのショート。ネオ・ゼントランの男社会で育ち、男勝りの性格をしている。地球人に負けない文化を習得するため、幼いころから歌とダンスの英才教育を受けてきた。兄の理想を実現するためコンテストに出場する。
ソニア・ドセル (Sonia Dosel)
演 - 長谷川愛
娘娘飯店の雇われ店長をしている女性。店で揉め事があれば腕っぷしで制裁する。『超時空要塞マクロス』に登場したゼントラーディ兵ロリー・ドセルの孫娘であり、文化に感化された祖父の影響で歌への思い入れが強い。ダリルとは知り合いで、彼女に歌の心を伝えるためコンテストに出場する。
エル (el)
演 - 陽向あゆみ
アッシュがスクラップ置き場で拾い、修理した少女型のサイバロイド。孤独なアッシュの話し相手だが、アッシュから言葉を学んだため口が悪く、さくらを「ブス」と呼ぶ。夢や愛といった人間の感覚を知るため、コンテストに出場する。
シャルロット・マリオン＝グラス (Charlotte Marion=Glass)
演 - 富田麻帆
29シティのセルジュ市長の娘。髪は栗色のロール。『マクロスF』に登場するキャサリン・グラスは従姉にあたる。高飛車かつ自己中心的だが曲がったことが嫌いで、正々堂々と戦うことを好む。父にコンテスト開催を提案し、自身も出場する。

### その他の人物
セルジュ・コーバン＝グラス (Glass)
演 - 小林健一
29シティの現市長。『マクロスF』に登場する故ハワード・グラス大統領とは兄弟。小心者で支持率低下に悩み、娘のシャルロットには頭が上がらない。マクロスにまつわるグッズのコレクター。
ゼガンド (Zegand)
演 - 林野健志
ネオ・ゼントランのサブリーダー。強硬派の武力主義者で、表向きは忠実だがヴィーゴのやり方は生ぬるいと感じている。ダリルに恋心を抱いているが、まったく相手にされない。
アフロ (A-fro)
演 - 加古臨王
娘娘飯店で働くアッシュのアルバイト仲間。男性だが女言葉で話し、ヴィーゴに興味を持つ。
ボドム (Bodom)
演 - 高橋光
ホームレスのゼントラーディ人。ゼガンドに騙され、街頭で乱射事件を起こすが銃殺される。

## 用語
マクロス29（マクロス・ツーナイン）
地球を出発した29番目の新マクロス級超長距離移民船団（通算では第59次の超長距離移民船団）。居住可能な惑星を探す長旅の途上にあり、都市型宇宙船（シティ29）に一般市民が暮らしている。
「銀河中に文化を広める」という思想のもと、「武力を持つから争いに巻き込まれる」という理由で極端な非戦・非武装中立主義を貫き、バルキリーや護衛軍といった軍事力を放棄している。かつては戦闘に疲れた他船団に住む人々が集うオアシスとして存在していた。しかし、武力を背景にした発言力が無いため、他船団との交易・交渉で一方的に不利な条件を強いられ、船団経済が末期的に悪化している。シティ29には失業者があふれ、政治への不満が高まっている。
ネオ・ゼントラン
シティ29で台頭するゼントラーディ青年の一派。かつては暴動を起こす不満分子として差別されていたが、ヴィーゴの元で統制の取れた政治組織に変貌した。生来の闘争本能だけでなく、地球人の文化を身につけた新世代のゼントラーディ（武力と文化のハイブリッド）であると主張している。政策面では他船団と対等に交渉するためには再武装化が必要であると唱え、市民の支持を得つつある。選挙による合法的な改革を目指しているが、強硬派のゼガンドの存在もあり、内部は必ずしも一枚岩ではない。
ミス・マクロスコンテスト
2009年、マクロス艦内市街地で開催されたミス・コンテストで、リン・ミンメイが歌手デビューするきっかけとなった。以後、伝説のコンテストとして各船団で同様のイベントが催されている。シャルロットの従姉にあたるキャサリン・グラスも、準ミス・マクロスフロンティアになった経験を持つ。
娘娘（にゃんにゃん）飯店
ミンメイの叔父がマクロス艦内で開業し、2062年に創業53年を迎える老舗中華料理店。近所の少年「よっちゃん」がのちにオーナーとなり、フランチャイズ化して各船団に支店を広げている。名物メニューは「銀河ラーメン」。シティ29支店ではソニアが雇われ店長、アッシュとアフロがアルバイトとして働いており、ゼントラーディ労働者達の憩いの場となっている。

## スタッフ
- 演出：茅野イサム
- 演出補：井関佳子
- 脚本：三井秀樹
- 舞台監督：元木たけし
- 舞台音楽：坂部剛
- 振付：本山新之助
- 殺陣：清水大輔（和太刀）
- 美術：本江義治
- ヘアメイクデザイン：松下よし子
- 衣裳：木村猛志
- キャラクターデザイン：左
- 監修：河森正治
- エグゼクティブプロデューサー：大西加紋
- プロデューサー：三宅達也、平井伸一
- アソシエイツプロデューサー：松田誠
- 企画協力：ネルケプランニング
- 制作：ブレインズアンドハーツ
- 主催：ビックウエスト / ビックウエストフロンティア

## シーン
第一幕
1. 街頭（公園）
2. 娘々
3. スクラップ置き場
4. 市長室
5. 娘々
6. ニンジン娘
7. アジト
8. 市長室
9. スクラップ置き場
10. アジト
11. 土木娘
12. 娘々前
13. 回想
14. スクラップ置き場
15. アジト
16. スクラップ置き場
17. バルキリー娘
18. 娘々前
19. 市長室
20. アジト
21. 夜空の見える
22. スクラップ置き場

第二幕
1. コンテスト会場
2. 楽屋
3. コンテスト会場
4. カーテンコール

## 使用楽曲
マクロス30周年ということで、「マクロスシリーズ」30年の歴史の中から多数の楽曲が使われている。また、オリジナルソングとしてネオ・ゼントランのテーマソング「ザンツ・ゼントラン」とエルのソロ曲（タイトル不明）が書き下ろされている。

### 第1幕
Welcome To My FanClub's Night!
作詞 - hàl / 作曲・編曲 - 菅野よう子 / 歌 - さくら、ダリル、ソニア、エル、シャルロット
『マクロスF』よりシェリル・ノームの歌
ザンツ・ゼントラン（栄光のゼントラン）
作詞 - 三井秀樹 / 作曲 - 坂部剛 / 歌 - ネオ・ゼントラン
ミュージカルチャーオリジナル
Get it on〜光速クライmax
作詞 - Tim Jensen、Gabriela Robin / 作曲・編曲 - 菅野よう子 / 歌 - ソニア
『劇場版マクロスF〜サヨナラノツバサ〜』よりシェリル・ノーム / ランカ・リーの歌
タイトル不明（エルのテーマソング）
作詞・作曲不明 / 歌 - エル
ミュージカルチャーオリジナル
私の彼はパイロット
作詞 - 阿佐茜 / 作曲 - 羽田健太郎 / 歌 - シャルロット
『超時空要塞マクロス』よりリン・ミンメイの歌
超時空飯店 娘々
作詞 - 吉野弘幸 / 作曲・編曲 - 菅野よう子 / 歌 - アフロ、娘娘の客
『マクロスF』よりランカ・リーの歌
ニンジーン Loves you yeah!
作詞 - 一倉宏 / 作曲・編曲 - 菅野よう子 / 歌 - アンサンブル（片木ゆき）
『マクロスF』よりランカ・リーの歌
HOLY LONELY LIGHT
作詞 - K.INOJO / 作曲 - 須藤英樹 / 編曲 - 湯川とうべん / 歌 - ダリル
『マクロス7』よりFire Bomberの歌
トライアングラー
作詞 - Gabriela Robin / 作曲・編曲 - 菅野よう子 / 歌 - シャルロット
『マクロスF』前期オープニングテーマ
開拓重機
作詞 - 一倉宏 / 作曲・編曲 - 菅野よう子 / 歌 - アンサンブル（片木ゆき）
『劇場版マクロスF〜イツワリノウタヒメ〜』よりランカ・リーの歌
愛・おぼえていますか
作詞 - 安井かずみ / 作曲 - 加藤和彦 / 歌 - ヴィーゴ、さくら
『超時空要塞マクロス 愛・おぼえていますか』よりリン・ミンメイの歌
SEVENTH MOON
作詞 - K.INOJO / 作曲 - 河内淳貴 / 編曲 - 河内淳貴 / 歌 - アッシュ
『マクロス7』よりFire Bomberの歌
ダイナム超合金
作詞 - 黒河影次 / 作曲・編曲 - 菅野よう子 / 歌 - アンサンブル（片木ゆき）
『劇場版マクロスF〜イツワリノウタヒメ〜』よりランカ・リーの歌
マクロス
作詞 - 阿佐茜 / 作曲・編曲 - 羽田健太郎 / 歌 - セルジュ
『超時空要塞マクロス』オープニングテーマ
ダイアモンド クレバス
作詞 - hàl / 作曲・編曲 - 菅野よう子 / 歌 - エル、さくら
『マクロスF』よりシェリル・ノームの歌

### 第2幕
スターライト納豆
作詞 - 一倉宏 / 作曲・編曲 - 菅野よう子 / 歌 - アンサンブル（片木ゆき）
『劇場版マクロスF〜イツワリノウタヒメ〜』よりランカ・リーの歌
星間飛行
作詞 - 松本隆 / 作曲・編曲 - 菅野よう子 / 歌 - シャルロット
『マクロスF』よりランカ・リーの歌
ユニバーサル・バニー
作詞 - しほり、PA-NON、Gabriela Robin / 作曲・編曲 - 菅野よう子 / 歌 - ソニア
『劇場版マクロスF〜イツワリノウタヒメ〜』よりシェリル・ノームの歌
VOICES
作詞 - 覚和歌子 / 作曲・編曲 - 菅野よう子 / 歌 - エル
『マクロスプラス』主題歌
射手座☆午後九時 Don't be late
作詞 - 佐藤大、hàl、マイクスギヤマ / 作曲・編曲 - 菅野よう子 / 歌 - さくら
『マクロスF』よりシェリル・ノームの歌
オベリスク
作詞 - Gabriela Robin / 作曲・編曲 - 菅野よう子 / 歌 - ダリル
『劇場版マクロスF〜イツワリノウタヒメ〜』よりシェリル・ノームの歌
ノーザンクロス
作詞 - Gabriela Robin / 作曲・編曲 - 菅野よう子 / 歌 - さくら
『マクロスF』よりシェリル・ノームの歌
ライオン
作詞 - Gabriela Robin / 作曲・編曲 - 菅野よう子 / 歌 - さくら、ダリル、ソニア、シャルロット
『マクロスF』よりシェリル・ノーム / ランカ・リーの歌
ユニバーサル・バニー
作詞 - しほり、PA-NON、Gabriela Robin / 作曲・編曲 - 菅野よう子 / 歌 - さくら、ダリル、ソニア、シャルロット
『劇場版マクロスF〜イツワリノウタヒメ〜』よりシェリル・ノームの歌
愛・おぼえていますか
作詞 - 安井かずみ / 作曲 - 加藤和彦 / 歌 - ヴィーゴ、アッシュ、さくら
『超時空要塞マクロス 愛・おぼえていますか』よりリン・ミンメイの歌
dシュディスタb
作詞 - hàl / 作曲・編曲 - 菅野よう子 / 歌 - さくら、ダリル、ソニア、エル、シャルロット
『劇場版マクロスF〜サヨナラノツバサ〜』よりシェリル・ノーム / ランカ・リーの歌